# Canton de Châteauvillain
Le canton de Châteauvillain est une circonscription électorale française située dans le département de la Haute-Marne et la région Grand Est.

## Géographie
Ce canton est organisé autour de Châteauvillain dans l'arrondissement de Chaumont. Son altitude  moyenne est de 236 m.

## Histoire
Par décret du 17 février 2014, le nombre de cantons du département est divisé par deux, avec mise en application aux élections départementales de mars 2015. Le canton de Châteauvillain est conservé et s'agrandit. Il passe de 14 à 38 communes.

## Représentation

### Conseillers d'arrondissement (de 1833 à 1940)
| Période                                  | Période      | Identité                          | Étiquette   | Qualité |
| ---------------------------------------- | ------------ | --------------------------------- | ----------- | --- |
| 1833                                     | 1836 (décès) | Nicolas Fident Lasnet (1770-1836) |             | Notaire, maire de Châteauvillain                                                                            |
| 1836                                     | 1845         | M. Petit                          |             | Avocat à Chaumont                                                                                           |
| 1845                                     | 1848         | Philippe François Lebrun-Virloy   |             | Maitre de forges à Châteauvillain                                                                           |
|                                          |              |                                   |             | |
| 1889                                     | 1895         | Emile Guyot                       | Républicain | Juge de paix à Bar-sur-Aube (Aube), maire de Laferté-sur-Aube                                               |
| 1895                                     | 1907 (décès) | Alphonse Chrétien (1846-1907)     | Républicain | Propriétaire-vigneron, Président du comice agricole, maire de Bricon                                        |
| 1908                                     | 1931         | Rémy Marchand                     | Rad.        | Agriculteur, maire de Marmesse                                                                              |
| 1er mars 1931                            | 1940         | Nicolas-Alfred Belime             | Rad.        | Ancien professeur de lycée, maire de Latrecey                                                               |
| 1940                                     |              |                                   |             | Les conseils d'arrondissement ont été suspendus par la loi du 12 octobre 1940 et n'ont jamais été réactivés |
| Les données manquantes sont à compléter. |              |                                   |             | |

### Conseillers généraux de 1833 à 2015
| Période         | Période          | Identité                        | Étiquette    | Qualité |
| --------------- | ---------------- | ------------------------------- | ------------ | --- |
| 1833            | 1848             | César Quilliard-Truchy          |              | Géomètre en chef du cadastre à Chaumont                                                                              |
| 1848            | 1852             | Jean-Baptiste Auguste Collin    |              | Docteur en médecine, maire de Châteauvillain                                                                         |
| 1852            | 1871             | Charles Auguste Frossard        |              | Général de division aide-de-camp de l'Empereur Napoléon III Président du Conseil Général (1859-1871)                 |
| 1871            | 1877             | Alphonse Bordet                 | Droite       | Propriétaire, maître de forges à Châteauvillain                                                                      |
| 1877            | 1883             | Bernard Royer-Amiot             | Républicain  | Négociant à Châteauvillain                                                                                           |
| 1883            | 1895             | Georges Quilliard               | Républicain  | Propriétaire agricole Maire de Villars-en-Azois Sénateur (1920-1924)                                                 |
| 1895            | 1925             | Emile Guyot                     | Rad          | Juge de paix à Bar-sur-Aube (Aube), maire de Laferté-sur-Aube, conseiller d'arrondissement                           |
| 1925            | 1940             | Émile Cassez                    | Rad          | Inspecteur général de l'Agriculture Sénateur (1924-1941) Ministre (1934-1935) Nommé conseiller départemental en 1943 |
|                 |                  |                                 |              | |
| 1943            | 1945             | Henri Morel (1877-1957)         |              | Propriétaire exploitant Maire de Pont-la-Ville Nommé conseiller départemental en 1943                                |
|                 |                  |                                 |              | |
| 1945            | 1954 (décès)     | Hervé Chandon de Briailles      | DVD-RGR      | Exploitant forestier, maire de Laferté-sur-Aube                                                                      |
| 24 octobre 1954 | 1973             | Marquis Félix de la Ville-Baugé | DVD          | Agriculteur, maire de Dinteville                                                                                     |
| 1973            | 1979             | Jean Rouot                      | MRG          | Vétérinaire, maire de Châteauvillain (1953-1963)                                                                     |
| 1979            | 1992             | Jean-Claude Guyot               | UDF-CDS      | Vétérinaire à Châteauvillain                                                                                         |
| 1992            | 1998             | Marquis Henri de la Ville-Baugé | UDF-CDS      | Conseiller municipal de Dinteville                                                                                   |
| 1998            | 2002 (démission) | Jean-Claude Guyot               | DVD          | Médecin Maire de Châteauvillain (1983-1995, 2001-2002)                                                               |
| 2002            | 2015             | Marie-Claude Lavocat            | DVD puis UMP | Infirmière libérale, maire de Châteauvillain Vice-Présidente du Conseil Général                                      |

### Conseillers départementaux à partir de 2015
| Période élective | Période élective | Mandat | Mandat   | Identité             | Nuance | Nuance | Qualité |
| ---------------- | ---------------- | ------ | -------- | -------------------- | ------ | ------ | --- |
| 2015             | 2021             | 2015   | 2021     | Marie-Claude Lavocat |        | DVD    | Infirmière libérale, maire de Châteauvillain, Présidente de la Communauté de Communes Vice-présidente déléguée aux personnes âgées et aux personnes handicapées                                                                             |
| 2015             | 2021             | 2015   | 2021     | Stéphane Martinelli  |        | DVD    | Fonctionnaire des impôts, maire de Rennepont, Président du Mémorial de Colombey Vice-président délégué aux finances Ancien conseiller général du Canton de Juzennecourt (2011-2015), Président de la Communauté d'agglomération de Chaumont |
| 2021             | 2028             | 2021   | en cours | Marie-Claude Lavocat |        | DVD    | Conseillère sortante |
| 2021             | 2028             | 2021   | en cours | Stéphane Martinelli  |        | DVD    | Conseiller sortant 2e Vice-président délégué aux partenariats avec les collectivités territoriales (pôle de l'aménagement et du développement du territoire                                                                                 |

### Résultats détaillés

#### Élections de mars 2015
Lors des élections départementales de 2015, le binôme composé de Marie-Claude Lavocat et Stéphane Martinelli (DVD) est élu au premier tour avec 59,24 % des suffrages exprimés, devant le binôme composé de Nadine Küng et Roland Magisson (FN) (40,76 %). Le taux de participation est de 53,57 % (4 088 votants sur 7 631 inscrits) contre 52,92 % au niveau départemental et 50,17 % au niveau national.

#### Élections de juin 2021
Le premier tour des élections départementales de 2021 est marqué par un très faible taux de participation (33,26 % au niveau national). Dans le canton de Châteauvillain, ce taux de participation est de 40,36 % (2 922 votants sur 7 239 inscrits) contre 36,26 % au niveau départemental. À l'issue de ce premier tour, deux binômes sont en ballottage : Marie-Claude Lavocat et Stéphane Martinelli (DVD, 61,06 %) et Anne-Marie Davignon et Bernard Trichot (RN, 23,78 %).
Le second tour des élections est marqué une nouvelle fois par une abstention massive équivalente au premier tour. Les taux de participation sont de 34,36 % au niveau national, 36,14 % dans le département et 39,28 % dans le canton de Châteauvillain. Marie-Claude Lavocat et Stéphane Martinelli (DVD) sont élus avec 71,04 % des suffrages exprimés (1 837 voix pour 2 844 votants et 7 240 inscrits),,.

## Composition

### Composition avant 2015
Le canton de Châteauvillain regroupait 14 communes.
| Nom                        | Code Insee | Codepostal | Superficie (km2) | Population (dernière pop. légale) | Densité (hab./km2) |
| -------------------------- | ---------- | ---------- | ---------------- | --------------------------------- | ------------------ |
| Châteauvillain (chef-lieu) | 52114      | 52120      | 106,37           | 1 641 (2012)                      | 15                 |
| Aizanville                 | 52005      | 52120      | 3,50             | 32 (2012)                         | 9,1                |
| Blessonville               | 52056      | 52120      | 9,76             | 225 (2012)                        | 23                 |
| Braux-le-Châtel            | 52069      | 52120      | 10,62            | 140 (2012)                        | 13                 |
| Bricon                     | 52076      | 52120      | 9,51             | 474 (2012)                        | 50                 |
| Cirfontaines-en-Azois      | 52130      | 52370      | 11,61            | 200 (2012)                        | 17                 |
| Dinteville                 | 52168      | 52120      | 15,46            | 52 (2012)                         | 3,4                |
| Laferté-sur-Aube           | 52258      | 52120      | 32,54            | 361 (2012)                        | 11                 |
| Lanty-sur-Aube             | 52272      | 52120      | 22,42            | 128 (2012)                        | 5,7                |
| Latrecey-Ormoy-sur-Aube    | 52274      | 52120      | 46,27            | 286 (2012)                        | 6,2                |
| Orges                      | 52365      | 52120      | 17,52            | 384 (2012)                        | 22                 |
| Pont-la-Ville              | 52399      | 52120      | 10,23            | 148 (2012)                        | 14                 |
| Silvarouvres               | 52474      | 52120      | 19,41            | 45 (2012)                         | 2,3                |
| Villars-en-Azois           | 52525      | 52120      | 19,52            | 74 (2012)                         | 3,8                |

### Composition à partir de 2015
Lors du redécoupage de 2014, le canton de Châteauvillain regroupait 38 communes entières.
À la suite de la création au 1er janvier 2017 de la commune nouvelle de Colombey les Deux Églises, le canton compte désormais trente-sept communes entières.
| Nom                                    | Code Insee | Intercommunalité    | Superficie (km2) | Population (dernière pop. légale) | Densité (hab./km2) | Modifier                                    |
| -------------------------------------- | ---------- | ------------------- | ---------------- | --------------------------------- | ------------------ | ------------------------------------------- |
| Châteauvillain (bureau centralisateur) | 52114      | CC des Trois Forêts | 106,37           | 1 512 (2022)                      | 14                 | modifier les données · modifier les données |
| Aizanville                             | 52005      | CC des Trois Forêts | 3,50             | 27 (2022)                         | 7,7                | modifier les données · modifier les données |
| Arc-en-Barrois                         | 52017      | CC des Trois Forêts | 50,44            | 688 (2022)                        | 14                 | modifier les données · modifier les données |
| Aubepierre-sur-Aube                    | 52022      | CC des Trois Forêts | 43,10            | 185 (2022)                        | 4,3                | modifier les données · modifier les données |
| Autreville-sur-la-Renne                | 52031      | CC des Trois Forêts | 31,32            | 376 (2022)                        | 12                 | modifier les données · modifier les données |
| Blaisy                                 | 52053      | CA de Chaumont      | 5,62             | 67 (2022)                         | 12                 | modifier les données · modifier les données |
| Blessonville                           | 52056      | CC des Trois Forêts | 9,76             | 176 (2022)                        | 18                 | modifier les données · modifier les données |
| Braux-le-Châtel                        | 52069      | CC des Trois Forêts | 10,62            | 126 (2022)                        | 12                 | modifier les données · modifier les données |
| Bricon                                 | 52076      | CC des Trois Forêts | 9,51             | 413 (2022)                        | 43                 | modifier les données · modifier les données |
| Bugnières                              | 52082      | CC des Trois Forêts | 18,29            | 157 (2022)                        | 8,6                | modifier les données · modifier les données |
| Cirfontaines-en-Azois                  | 52130      | CC des Trois Forêts | 11,61            | 183 (2022)                        | 16                 | modifier les données · modifier les données |
| Colombey les Deux Églises              | 52140      | CA de Chaumont      | 83,84            | 666 (2022)                        | 7,9                | modifier les données · modifier les données |
| Coupray                                | 52146      | CC des Trois Forêts | 12,10            | 169 (2022)                        | 14                 | modifier les données · modifier les données |
| Cour-l'Évêque                          | 52151      | CC des Trois Forêts | 18,95            | 148 (2022)                        | 7,8                | modifier les données · modifier les données |
| Curmont                                | 52157      | CA de Chaumont      | 2,94             | 12 (2022)                         | 4,1                | modifier les données · modifier les données |
| Dancevoir                              | 52165      | CC des Trois Forêts | 25,58            | 197 (2022)                        | 7,7                | modifier les données · modifier les données |
| Dinteville                             | 52168      | CC des Trois Forêts | 15,46            | 66 (2022)                         | 4,3                | modifier les données · modifier les données |
| Giey-sur-Aujon                         | 52220      | CC des Trois Forêts | 30,42            | 145 (2022)                        | 4,8                | modifier les données · modifier les données |
| Gillancourt                            | 52221      | CA de Chaumont      | 15,09            | 126 (2022)                        | 8,3                | modifier les données · modifier les données |
| Juzennecourt                           | 52253      | CA de Chaumont      | 11,87            | 199 (2022)                        | 17                 | modifier les données · modifier les données |
| Lachapelle-en-Blaisy                   | 52254      | CA de Chaumont      | 16,53            | 84 (2022)                         | 5,1                | modifier les données · modifier les données |
| Laferté-sur-Aube                       | 52258      | CC des Trois Forêts | 32,54            | 310 (2022)                        | 9,5                | modifier les données · modifier les données |
| Lanty-sur-Aube                         | 52272      | CC des Trois Forêts | 22,42            | 114 (2022)                        | 5,1                | modifier les données · modifier les données |
| Latrecey-Ormoy-sur-Aube                | 52274      | CC des Trois Forêts | 46,27            | 275 (2022)                        | 5,9                | modifier les données · modifier les données |
| Lavilleneuve-au-Roi                    | 52278      | CC des Trois Forêts | 10,44            | 68 (2022)                         | 6,5                | modifier les données · modifier les données |
| Leffonds                               | 52282      | CC des Trois Forêts | 36,24            | 344 (2022)                        | 9,5                | modifier les données · modifier les données |
| Maranville                             | 52308      | CC des Trois Forêts | 12,42            | 402 (2022)                        | 32                 | modifier les données · modifier les données |
| Montheries                             | 52330      | CC des Trois Forêts | 16,22            | 71 (2022)                         | 4,4                | modifier les données · modifier les données |
| Orges                                  | 52365      | CC des Trois Forêts | 17,52            | 351 (2022)                        | 20                 | modifier les données · modifier les données |
| Pont-la-Ville                          | 52399      | CC des Trois Forêts | 10,23            | 108 (2022)                        | 11                 | modifier les données · modifier les données |
| Rennepont                              | 52419      | CA de Chaumont      | 11,98            | 119 (2022)                        | 9,9                | modifier les données · modifier les données |
| Richebourg                             | 52422      | CC des Trois Forêts | 21,20            | 248 (2022)                        | 12                 | modifier les données · modifier les données |
| Rizaucourt-Buchey                      | 52426      | CA de Chaumont      | 15,07            | 129 (2022)                        | 8,6                | modifier les données · modifier les données |
| Silvarouvres                           | 52474      | CC des Trois Forêts | 19,41            | 33 (2022)                         | 1,7                | modifier les données · modifier les données |
| Vaudrémont                             | 52506      | CC des Trois Forêts | 10,39            | 83 (2022)                         | 8,0                | modifier les données · modifier les données |
| Villars-en-Azois                       | 52525      | CC des Trois Forêts | 19,52            | 62 (2022)                         | 3,2                | modifier les données · modifier les données |
| Villiers-sur-Suize                     | 52538      | CC des Trois Forêts | 17,55            | 258 (2022)                        | 15                 | modifier les données · modifier les données |
| Canton de Châteauvillain               | 5204       |                     | 852,34           | 8 697 (2022)                      | 10                 | modifier les données                        |

## Démographie

### Démographie avant 2015
| 1962  | 1968  | 1975  | 1982  | 1990  | 1999  | 2006  | 2011  | 2012  |
| ----- | ----- | ----- | ----- | ----- | ----- | ----- | ----- | ----- |
| 5 007 | 4 935 | 4 483 | 4 436 | 4 447 | 4 276 | 4 248 | 4 237 | 4 190 |

### Démographie depuis 2015
En 2022, le canton comptait 8 697 habitants, en évolution de −5,32 % par rapport à 2016 (Haute-Marne : −4,62 %, France hors Mayotte : +2,11 %).
| 2013  | 2018  | 2022  |
| ----- | ----- | ----- |
| 9 469 | 9 005 | 8 697 |